# Aizoanthemopsis hispanica
Aizoanthemopsis hispanica ist die einzige Art der Pflanzengattung Aizoanthemopsis  innerhalb der Familie der Mittagsblumengewächse (Aizoaceae).

## Beschreibung

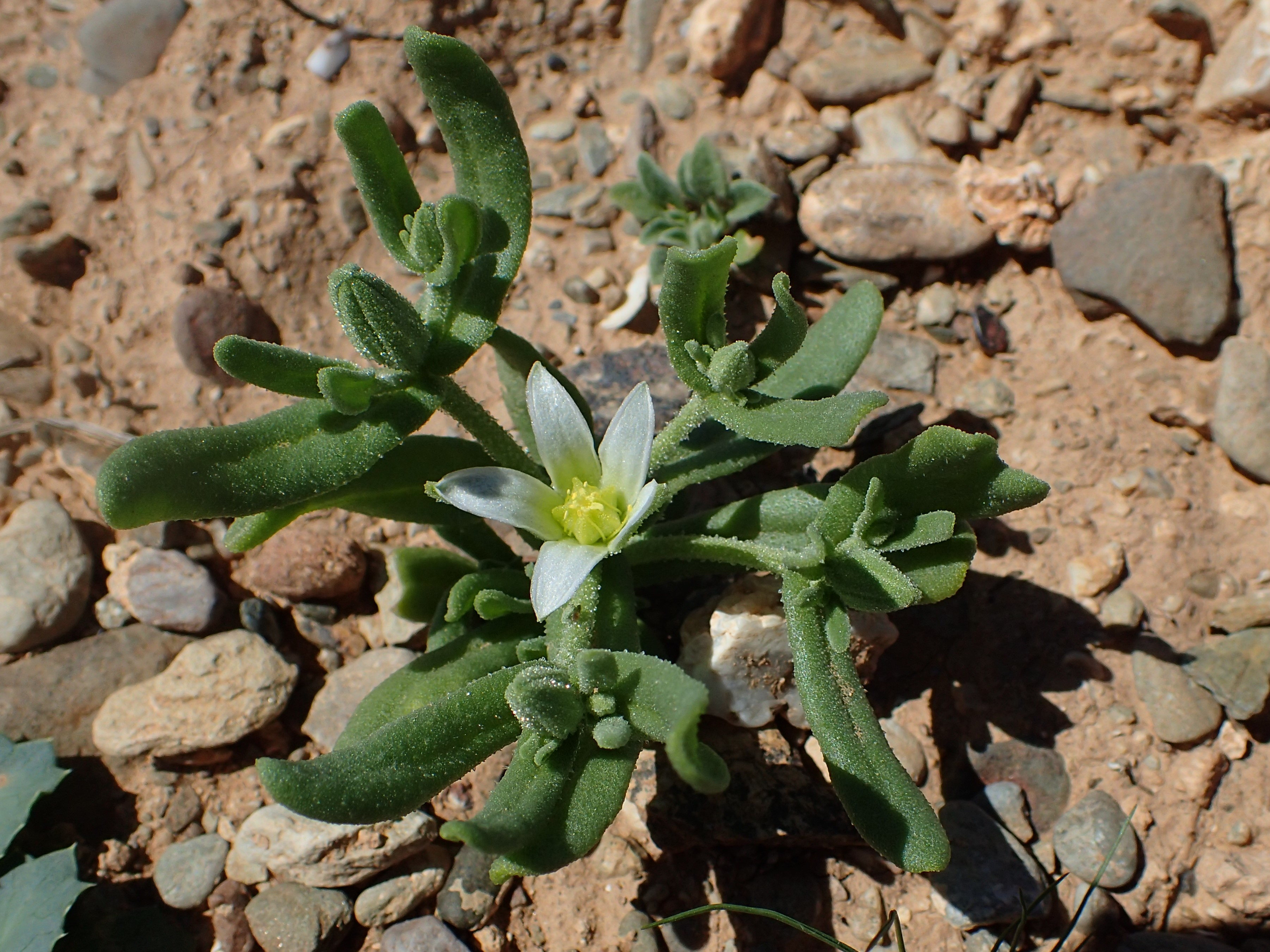
Habitus, Blätter und Blüte

### Vegetative Merkmale
Aizoanthemopsis hispanica ist eine einjährige sukkulente Pflanze, die Wuchshöhen von 5 bis 25 Zentimetern erreicht. Die oberirdischen Pflanzenteile sind dicht mit Papillen besetzt. Die gabelig verzweigten Stängel sind zerbrechlich.
Die unteren Laubblätter sind wechselständig, die oberen gegenständig. Die sitzenden und halbstängelumfassenden Laubblätter  sind länglich-lanzettlich mit stumpfem oberen Ende.

### Generative Merkmale
Die Blütezeit ist Januar bis Juni. Die Blüten stehen einzeln.
Die zwittrige Blüten ist radiärsymmetrisch und besitzt eine einfache Blütenhülle (Perigon). Die fünf Blütenhüllblätter sind verwachsen. Die fünf Zipfel der Blütenhüllblätter sind spitz, außen grün sowie innen weiß oder gelblich und sind mit einer Länge von 15 Millimetern länger als die Blütenröhre.
Die 10 bis 20 Millimeter lange Kapselfrucht öffnet sich an oberen Ende fünfklappig.
Die Chromosomenzahl beträgt 2n = 32.

## Vorkommen
Aizoanthemopsis hispanica ist in Makaronesien und vom Mittelmeerraum bis zur Arabischen Halbinsel und bis zum Iran verbreitet. Es gibt Fundortangaben für Madeira, die Kanarischen Inseln, Marokko, Algerien, Tunesien, Libyen, Ägypten, die Sinai-Halbinsel, Portugal, Spanien, die Balearen, Italien, Kreta, Zypern, Syrien, Aserbaidschan, Georgien, Israel, Jordanien, Saudi-Arabien, Irak, Iran und Turkmenistan.
Es gedeiht auf sandigen oder felsigen beweideten Flächen und auf Steppen.

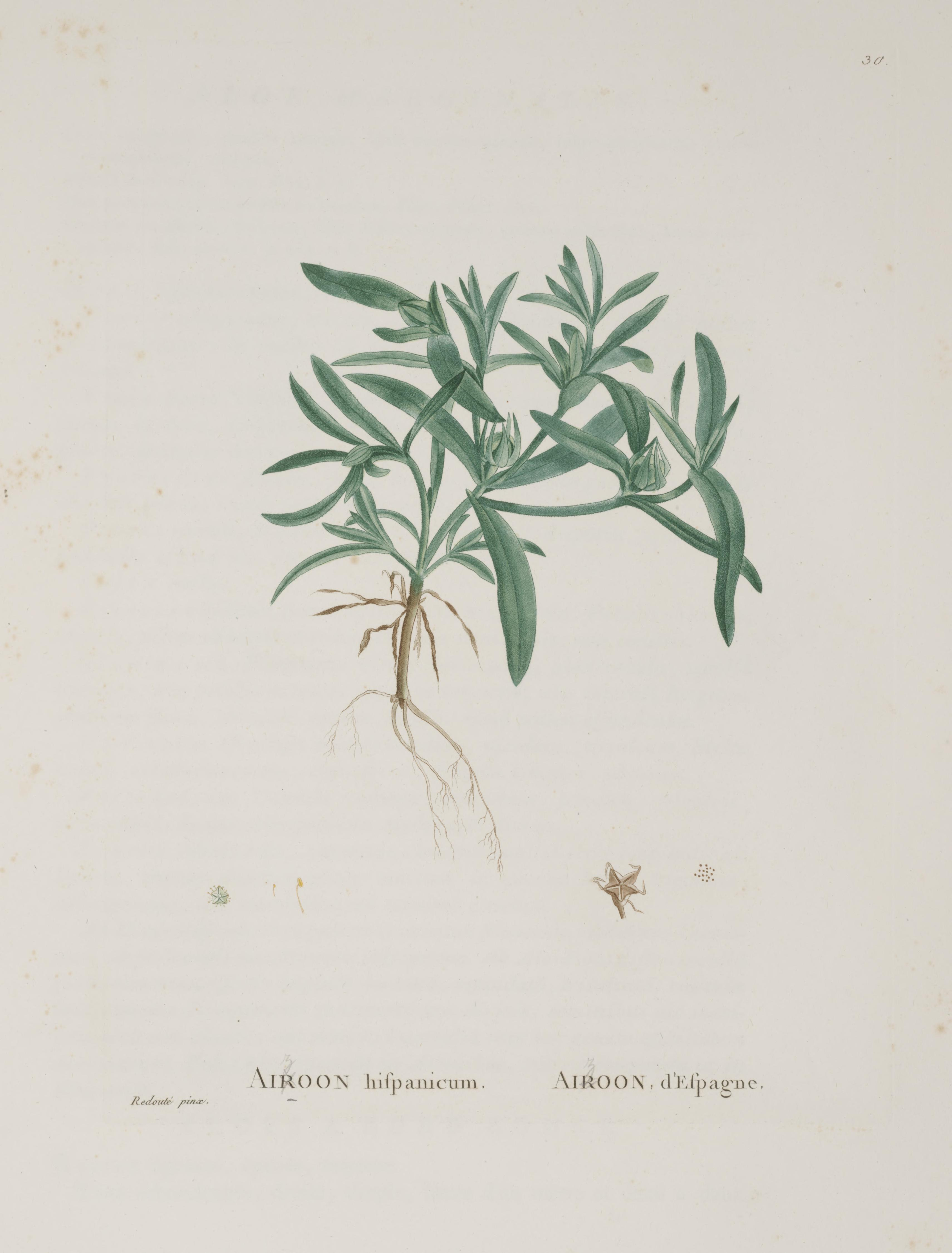
Illustration aus Plantarum historia succulentarum, Tafel 30

## Taxonomie
Die Erstveröffentlichung erfolgte 1753 unter dem Namen (Basionym) Aizoon hispanicum durch Carl von Linné in Species Plantarum, Tomus I, S. 488. Die Neukombination zu Aizoanthemum hispanicum (L.) H.E.K.Hartmann erfolgte 2001 durch Heidrun Hartmann in Illustrated Handbook of Succulent Plants: Aizoaceae A-E, S. 29. Für diese Art wurde 2017 durch die südafrikanische Botanikerin Cornelia Klak aufgestellte Gattung Aizoanthemopsis Klak in Disentangling the Aizooideae: New generic concepts and a new subfamily in Aizoaceae. in Taxon, Volume 66, S. 1165 aufgestellt; als Aizoanthemopsis hispanica (L.) Klak ist sie deren Typusart und noch einzige Art.